# 青岛水交社
36°03′46.5″N 120°18′48″E / 36.062917°N 120.31333°E
青岛水交社，原址位于中国山东省青岛市市南区中山路2号、兰山路3号，为抗战时期驻青岛日本海军水交社所建，抗战结束后曾为美国海军军官俱乐部、青岛市人民政府交际处、中共青岛市委办公楼，1993年拆除。

## 历史

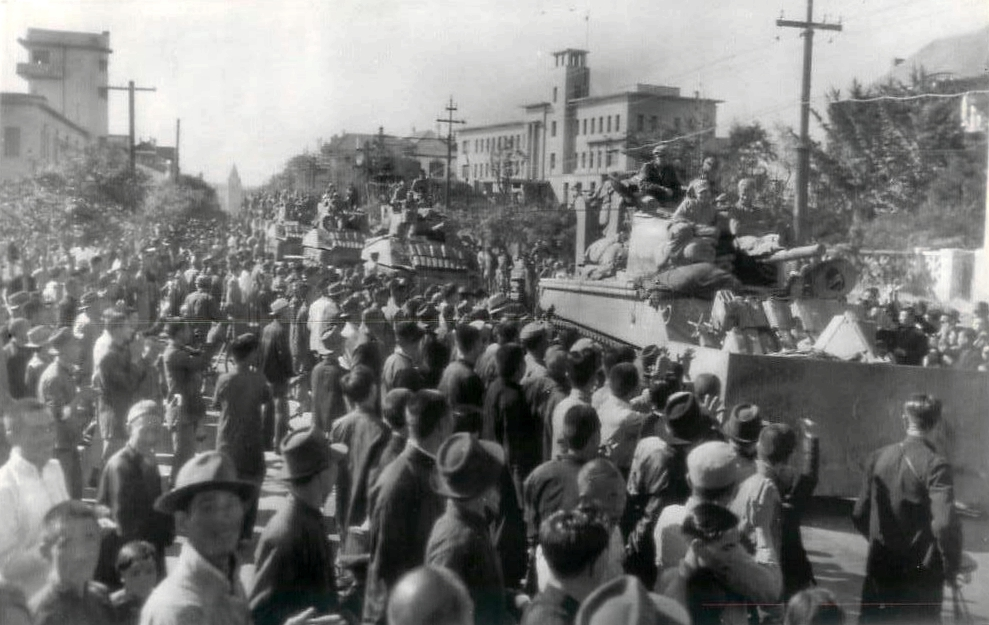
1945年，美国海军陆战队第六师进驻青岛，后方远处可见水交社，左侧为日本海军司令部大楼

中山路、兰山路、广西路与河南路合围地块最初为1901年建成的胶海关早期办公楼及职员公寓所在地，主要有办公楼一栋（今中山路兰山路路口西北角）与公寓楼两栋（地块西侧），其南侧街对面为胶海关验货仓库。1914年胶海关迁至新址后，原办公楼先后改为青岛军政署土木部水道事务所、胶澳商埠水道事务所办公楼。1930年，青岛市政府曾在该地块北侧新建兰山路小学（曾称青岛实验小学）。

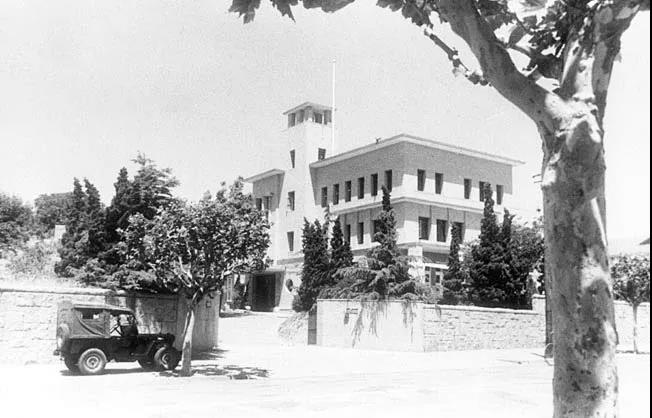
市政府交际处（水交社旧址），1958年同济大学教授金经昌带领学生在青岛调研测绘时摄

1939年（一说1941年），胶海关早期办公楼被拆除，原址新建青岛水交社。水交社为日本海军高级军官俱乐部组织。1945年8月日本投降后该楼改为美国海军军官俱乐部。1949年6月解放军接管青岛后，改为青岛市人民政府交际处及交际处第一招待所所在地，用于接待重要宾客。1977年市政府交际处撤销，改为市政府机关事务管理局，水交社旧址后改为中共青岛市委机关办公楼。1992年，青岛市级机关东迁，青岛市委于该年5月4日迁出该楼，将办公楼卖出，用于招商引资。青岛日报社摄影师魏善章曾将该楼门前市委机关搬迁的情形拍成新闻照片《市委搬出黄金地》，并获得奖项。1993年，该楼与南侧街对面同时期建设的日本海军司令部旧址（拆除前同为青岛市委办公楼）等建筑一并被爆破拆除，西侧遗留的两座1901年建成的胶海关职员公寓亦被拆除。该地块清拆后闲置近十年，2002年用于建设山东省出入境检验检疫局大厦。

## 建筑特色

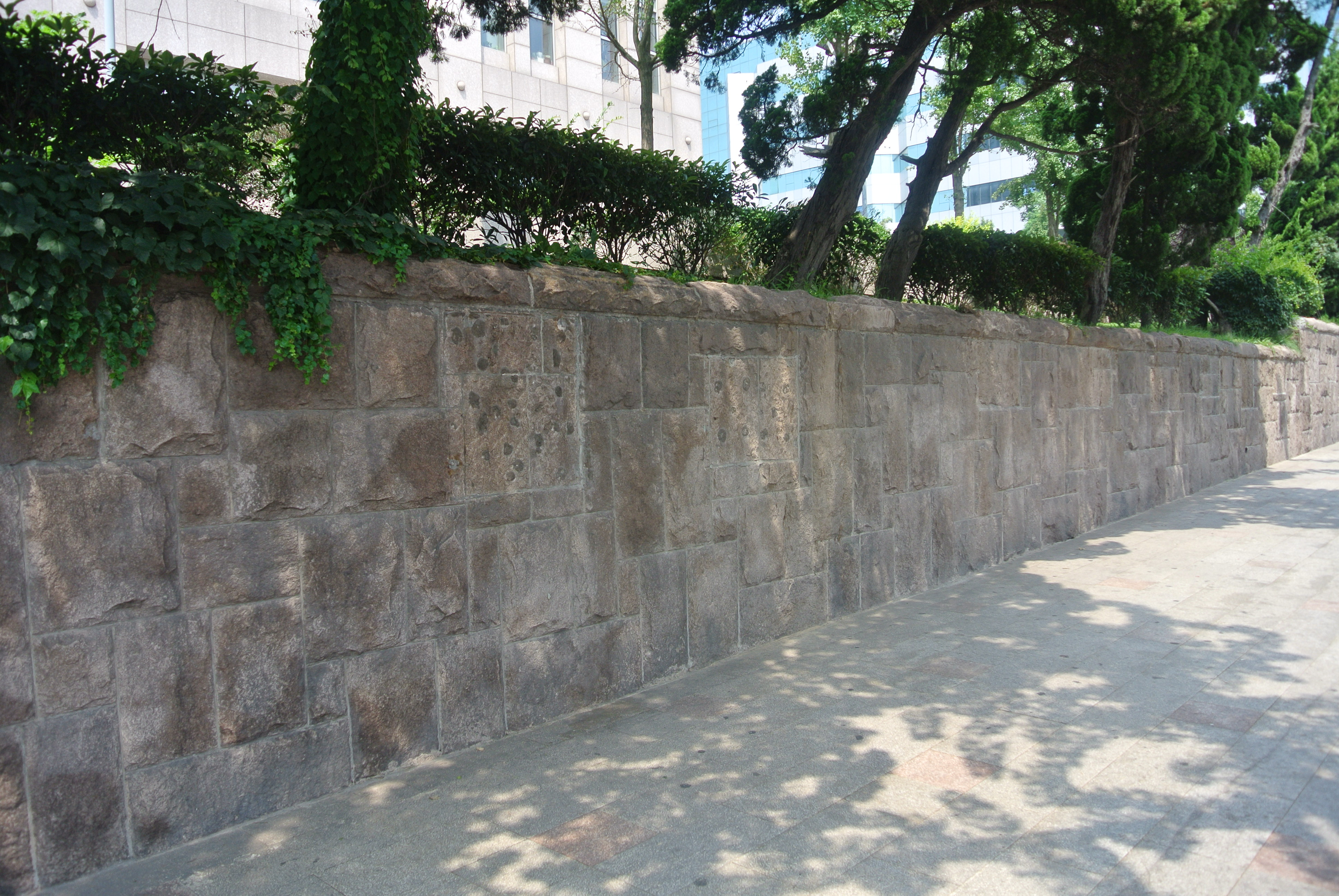
中山路原水交社院墙，2017年8月，铜质浮雕的痕迹尚依稀可见

青岛水交社位于兰山路中山路路口西北角，平面大致呈矩形，钢筋混凝土结构，楼高三层。正立面朝南，东西长约45米，外墙为米黄色，花岗岩勒脚。主入口位于正立面中央，并设有门廊，与街道以车行道相连接。主入口以东的楼高、层高高于西侧楼体，紧靠主入口东侧建有塔楼。楼内一层门厅以东为餐厅，北侧为厨房，另设有台球房，东墙开有便门通往餐厅。二层为单间办公室与客房，三层为客房与公共娱乐室。全楼共设有18间客房，全部朝南。建筑周边院内有绿化。建筑整体为国际风格，给人以清新活泼的观感。
该楼原址东侧临中山路处遗留有一段大块粗面花岗岩砌成的挡土墙，与水交社同期建成。2008年3月，为配合中山路改造计划（实际上未实施），市政府曾在挡土墙上放置38块“百年中山路”铜质浮雕，至2010年有三分之二被偷走卖铜。市政部门曾于2009年换上塑料泡沫制成的浮雕，以防被偷，但这些浮雕最终全部消失。